# Hockey Club Ambrì-Piotta 2013-2014
Questa è la rosa della stagione 2013-2014 dell'Hockey Club Ambrì-Piotta.

## Roster
| N. | Naz.                   | Ruolo | Nome                |
| -- | ---------------------- | ----- | ------------------- |
| 1  | Svizzera (bandiera)    | P     | Nolan Schaefer      |
| 39 | Svizzera (bandiera)    | P     | Sandro Zurkirchen   |
| 3  | Svizzera (bandiera)    | D     | Benjamin Chavaillaz |
| 5  | Svizzera (bandiera)    | D     | Marc Grieder        |
| 6  | Svizzera (bandiera)    | D     | Marc Gautschi       |
| 16 | Svizzera (bandiera)    | D     | Isacco Dotti        |
| 22 | Svizzera (bandiera)    | D     | Reto Kobach         |
| 26 | Svizzera (bandiera)    | D     | Maxim Noreau        |
| 28 | Svizzera (bandiera)    | D     | Patrick Sidler      |
| 40 | Finlandia (bandiera)   | D     | Markus Nordlund     |
| 74 | Svizzera (bandiera)    | D     | Sami El Assaoui     |
| 81 | Svizzera (bandiera)    | D     | Julien Bonnet       |
| 84 | Svizzera (bandiera)    | D     | Adrian Trunz        |
| 9  | Svizzera (bandiera)    | A     | Fabian Lüthi        |
| 10 | Canada (bandiera)      | A     | Alexandre Giroux    |
| 11 | Svizzera (bandiera)    | A     | Lukas Lhotak        |
| 12 | Svizzera (bandiera)    | A     | Daniele Grassi      |
| 18 | Svizzera (bandiera)    | A     | Inti Pestoni        |
| 19 | Svizzera (bandiera)    | A     | Jason Williams      |
| 20 | Svizzera (bandiera)    | A     | Elias Bianchi       |
| 21 | Svizzera (bandiera)    | A     | Marc Reichert       |
| 23 | Svizzera (bandiera)    | A     | Alain Miéville      |
| 24 | Svizzera (bandiera)    | A     | Loïk Poudrier       |
| 27 | Stati Uniti (bandiera) | A     | Richard Park        |
| 44 | Svizzera (bandiera)    | A     | Roman Schlagenhauf  |
| 46 | Svizzera (bandiera)    | A     | Paolo Duca          |
| 77 | Svizzera (bandiera)    | A     | Daniel Steiner      |
| 87 | Svizzera (bandiera)    | A     | Marco Pedretti      |
| 94 | Svizzera (bandiera)    | A     | Patrick Incir       |

- Allenatore:  Serge Pelletier
- Ass.Allenatore:  Diego Scandella
 Pauli Jaks
- Dir. Sportivo:  Serge Pelletier

## Maglie
| Prima divisa | Seconda divisa |